# Бирюков, Владимир Степанович
Владимир Степанович Бирюков (10 сентября 1931, Липецк, Воронежская область, РСФСР — 5 октября 2016) — советский и российский ученый в области военной техники, доктор технических наук, профессор, лауреат Государственной премии СССР, Заслуженный деятель науки РФ. Полковник.

## Биография
Родился в семье железнодорожного рабочего.
Окончил школу в Харькове (1949) и 4 курса Харьковского политехнического института. В 1953 году был призван в армию и зачислен на 5-й курс факультета реактивного вооружения Артиллерийской инженерной академии имени Дзержинского. Окончил академию с отличием и был назначен преподавателем цикла № 2 войсковой части № 86618 (Камышинского артиллерийского училища).
В 1956 году был переведён в Болшево в НИИ № 4 Министерства обороны СССР. Там прослужил 33 года: научный сотрудник, с 1968 года — старший научный сотрудник, начальник лаборатории, заместитель начальника отдела (работал под руководством Г. С. Нариманова, П. Е. Эльясберга, М. В. Мельникова). Занимался выполнением НИР по ПРО, пороховым ракетам, наземным и бортовым системам управления, баллистике.
После создания филиала 4 НИИ по космической тематике (затем — 50-е ЦНИИ космических средств), работал там старшим научным сотрудником, начальником лаборатории, заместителем начальника отдела.
В 1959—1962 гг. окончил механико-математический факультет Московского государственного университета им. Ломоносова.
В 1967 г. защитил кандидатскую диссертацию на тему: «Аналитические методы оптимального управления полётом ракет».
Полковник (1982).
Доктор технических наук (1982), тема диссертации «Теоретические основы и усовершенствованные методы гибкого управления полётом новейших ракет». Профессор (1990).
Автор более 200 научных работ, 22 изобретений. Среди его учеников два доктора технических наук (сотрудники 50 ЦНИИ Г.Н. Шаров и В.И. Великоиваненко) и 14 кандидатов технических наук.
Участвовал в создании и подготовке к лётным испытаниям космической системы «Буран».
С 1989 года в отставке. После увольнения из армии - старший научный сотрудник и ведущий научный сотрудник в 50 ЦНИИ космических систем и в объединенном 4 ЦНИИ Министерства обороны ССР.
Жил в г. Королёв Московской области.

## Награды и премии
- Заслуженный деятель науки РФ (2007). За работы в области прикладной математики удостоен Государственной премии СССР (1985).
- Награждён медалью «За боевые заслуги».